# 何塞·帕爾多-巴雷達
何塞·帕爾多-巴雷達（西班牙文：José Pardo y Barreda，1864年2月24日—1947年8月3日）是秘魯政治人物，曾兩度擔任秘魯總統，1904年至1908年、1915年至1919年在位。
何塞·帕爾多-巴雷達是已故總統曼努埃爾·帕爾多之子，在總統曼努埃爾·坎達莫任內擔任秘魯總理一職。之後帕爾多-巴雷達於1904年、1915年兩次贏得選舉，但在第二任期結束前一個月奧古斯托·萊吉亞發動政變，之後他流亡法國直到1944年返國。1947年於利馬去世。